# Skáld (Band)
Skáld ist ein französisches Gesangstrio, dessen Konzept an die nordische Folklore und nordische Mythologie angelehnt ist.

## Bandgeschichte
Komponist und Produzent Christophe Voisin-Boisvinet versammelte 2018 die drei Sänger Justine Galmiche, Pierrick Valence und Mattjö Haussy und ließ sie die Band Skáld formen. Bereits die Debütsingle Rún brachte es auf YouTube bis heute (Stand: Januar 2022) auf etwa 34 Millionen Streams. Die Band selbst erhielt einen Silver Award für mehr als 100.000 Abonnenten. Sie spielten unter anderem auf dem Wacken Open Air, dem Hellfest, dem Castle Party Festival, dem Rock Oz’Arènes sowie dem Imandra Viking Fest.
Am 20. September 2019 erschien ihr Debütalbum Vikings Chant über das Majorlabel Universal Music in Deutschland. Das Album war bereits im Februar 2019 unter dem Titel Le Chants de Vikings in Frankreich veröffentlicht worden. Das Album erreichte Chartplatzierungen in Deutschland und Frankreich.

## Musikstil
Musikalisch imitiert das Trio den Gesang der Skalden. Die Texte sind dementsprechend vor allem auf Altnordisch. Verwendet werden außerdem traditionelle Originalinstrumente der Skalden wie Tribal-Percussion, Schamanentrommeln, Tierknochen, Lyra, Talharpa, Citole, Jouhikko sowie diverse Harfen. Die Texte behandeln überwiegend nordische Mythologie. Zur Spezialität der Gruppe zählen aber auch Coverversionen zeitgenössischer Hits wie Seven Nation Army von den White Stripes, Riders on the Storm von den Doors und High Hopes von Pink Floyd auf ebenjenen Instrumenten.
Musikalische Einflüsse kommen aus dem Neofolk. Obwohl sie in der Vermarktung als „einzigartiges Projekt, das von der nordischen Mythologie inspiriert ist“ dargestellt wird, handelt es sich doch um eine Band, deren Musikstil unter anderem an Bands wie die frühen Faun, Wardruna, Einar Selvik und Kaunan erinnert.

## Diskografie
- 2019: Le Chant des Vikings (Decca Records France)
- 2019: Vikings Chant (Internationale Version, Universal Music)
- 2020: Vikings Memories (Decca Records France)
- 2023: Huldufólk (Decca Records France)